# Salvo D'Acquisto
Salvo D'Acquisto (Nápoles, Campania, 15 de octubre de 1920 - Fiumicino, Lacio, 23 de septiembre de 1943) fue un carabiniere y laico católico italiano que se inculpó falsamente de la muerte de dos soldados alemanes para salvar a 22 civiles que iban a ser ejecutados sin pruebas. Es venerado en la Iglesia católica, habiendo sido declarado venerable por el papa Francisco.

## Biografía
Salvo Rosario Antonio D'Acquisto nació en el barrio napolitano del Vomero, siendo el primogénito de Salvatore D'Acquisto, un siciliano procedente de Palermo, y de Ines Marignetti, nativa de Nápoles. Estudió durante algún tiempo en el Conservatorio de San Pietro a Maiella, cantando como barítono.
En 1939 se enlistó como voluntario en el Arma de Carabineros, asistiendo a la escuela correspondiente hasta enero de 1940. Al estallar la Segunda Guerra Mundial, se alistó como voluntario y combatió en la Campaña en África del Norte. A finales de febrero de 1941, fue herido en una pierna durante un tiroteo con los ingleses; posteriormente, fue hospitalizado en Bengasi debido a una grave fiebre palúdica.
Regresó a Italia con un permiso de tres meses y, el 13 de septiembre de 1942, fue incorporado a la Escuela Central de los Carabineros Reales de Florencia, donde asistió al curso para ser vicebrigadiere. El 19 de diciembre del mismo año fue destinado al cuartel de Torrimpietra, en Fiumicino, a unos 30 km de Roma.
Tras el armisticio entre Italia y las fuerzas armadas aliadas, D'Acquisto salvó a 22 civiles italianos de ser asesinados por los nazis, autoacusándose de un atentado del que era inocente: a causa de ello, fue fusilado en Palidoro, una localidad de Fiumicino, el 23 de septiembre de 1943, a la edad de 22 años. 
Le fue conferida la Medalla de Oro al valor militar.
En 1974 su historia se filmó protagonizada por Massimo Ranieri y en 2003 en una miniserie de televisión homónima, protagonizada por Giuseppe Fiorello. Una ópera sobre el tema del compositor Antonio Fortunato se estrenó en el Teatro Massimo de Palermo en el 2002. A D'Acquisto se le dedicaron dos obras de teatro (Salvo D'Acquisto: un Eroe semplice de Emanuele Merlino y La foto del carabiniere de Claudio Boccaccini) y una historieta publicada por la revista Il Giornalino, con guion de Raoul Traverso y dibujo de Attilio Micheluzzi.

## Causa de beatificación y canonización
En 1983, el arzobispo Gaetano Bonicelli anunció la apertura de una causa de beatificación y canonización en el Ordinariato Militar de Italia, el papa Juan Pablo II declaró a D'Acquisto siervo de Dios. El proceso de instrucción de D'Acquisto inició el 4 de noviembre de 1983 y finalizó el 25 de noviembre de 1991 con la consiguiente transmisión de los documentos a la Congregación para las Causas de los Santos.
El 15 de octubre de 1987, el cardenal Corrado Ursi, arzobispo de Nápoles, nombró al padre Gaudenzio Dell'Aja arzobispo delegado del Tribunal Eclesiástico para el reconocimiento canónico de los restos mortales de D'Acquisto, que se llevó a cabo el 18 de octubre de 1987, en la Iglesia de Santa Clara en Nápoles, en la primera capilla a la izquierda, cerca de la entrada.
En 1996, la misma congregación recibió un suplemento de consulta solicitado por el nuevo postulador. El postulador inicial, sin embargo, había iniciado la causa de beatificación para obtener el reconocimiento de las virtudes heroicas mientras que el postulador posterior pedía el reconocimiento del testimonio heroico de la caridad, definición aplicable a mártir. En 2007, sin embargo, un voto mayoritario expresado en una conferencia de la Congregación para las Causas de los Santos llevó a la suspensión del reconocimiento como mártir.

Sin embargo, la figura del soldado fue recordada por el papa Juan Pablo II, quien en un discurso a los Carabinieri el 26 de febrero de 2001 dijo: 
La historia de los Carabinieri muestra que se puede alcanzar la cima de la santidad en el fiel y generoso cumplimiento de los deberes de estado. Pienso aquí en su colega, el brigadier adjunto Salvo D'Acquisto, medalla de oro al valor militar, cuya causa de beatificación está en curso.
En febrero de 2025 fue reconocido como ofrecedor heroico de vida por el papa Francisco, siendo nombrado venerable.

## Distinciones honoríficas
- Medalla de Oro al valor militar.

## Monumentos

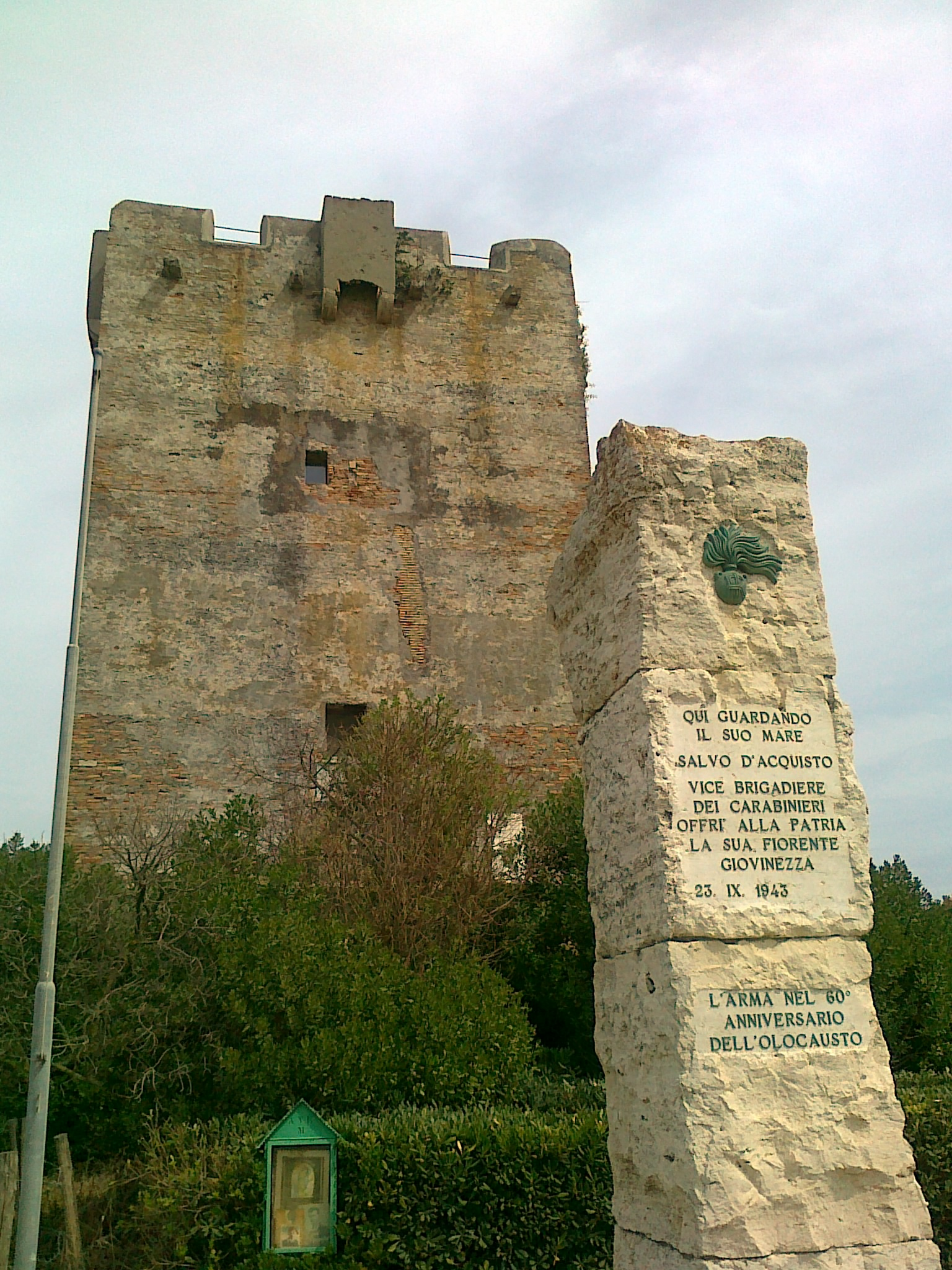
Placa conmemorativa enfrente de la Torre de Palidoro, lugar del fusilamiento de Salvo D'Acquisto.
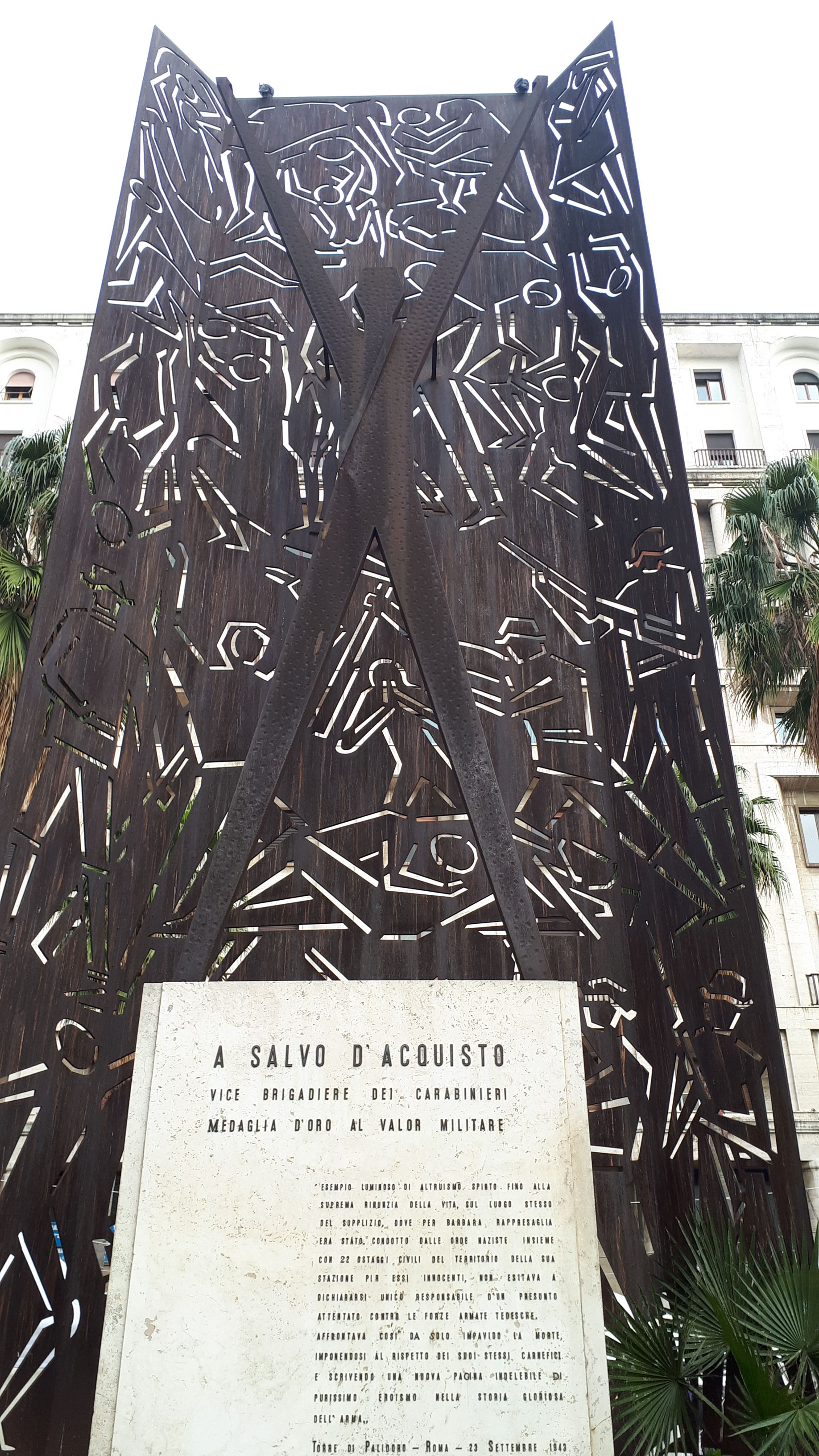
Monumento en Piazza Carità, Nápoles.
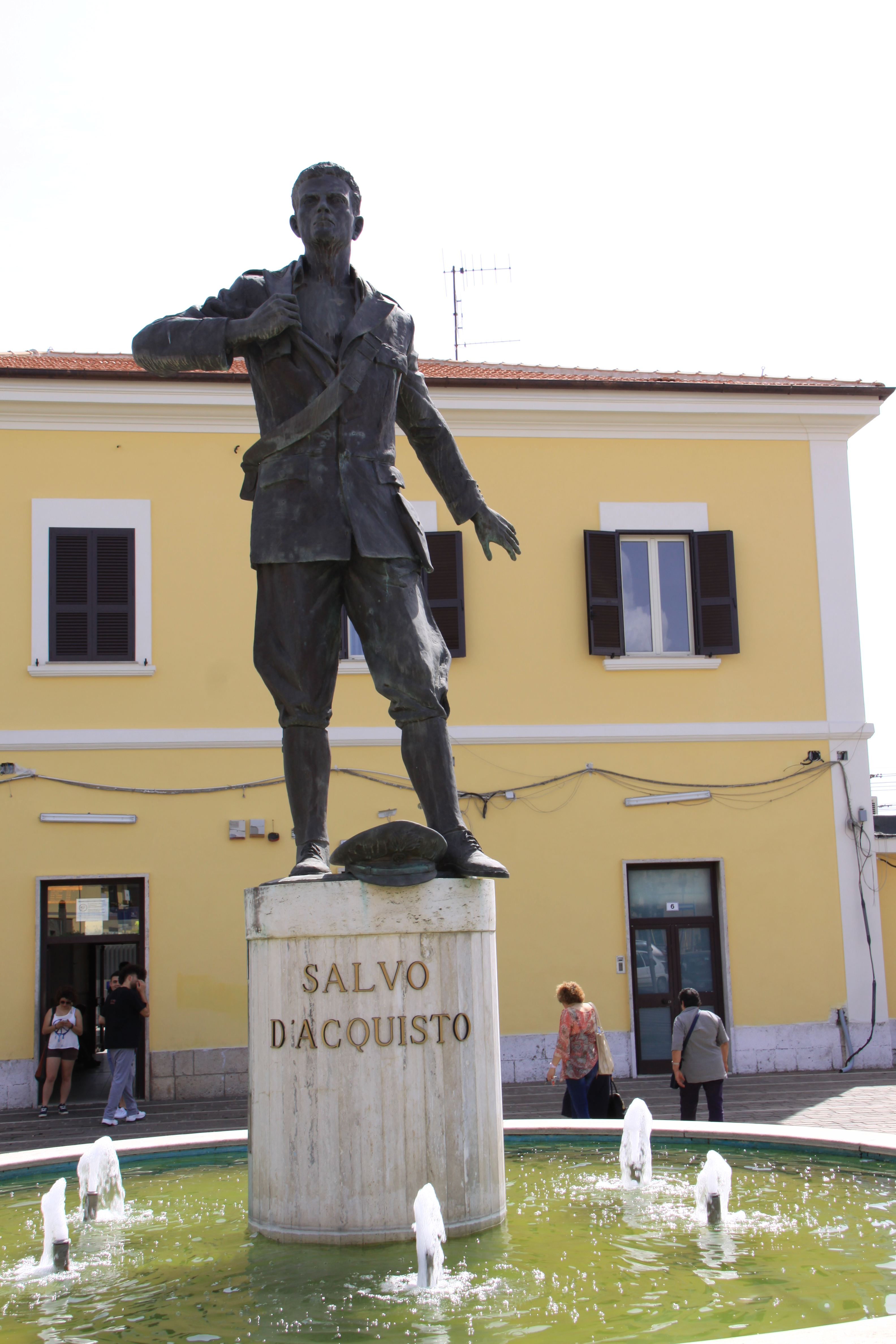
Monumento en Cisterna di Latina.
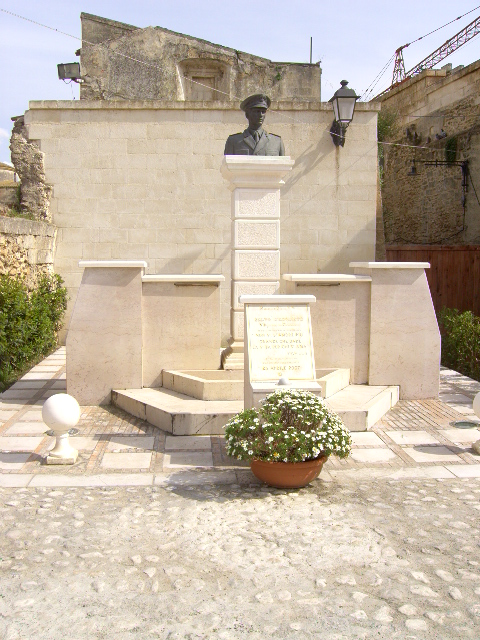
Monumento en Montescaglioso.
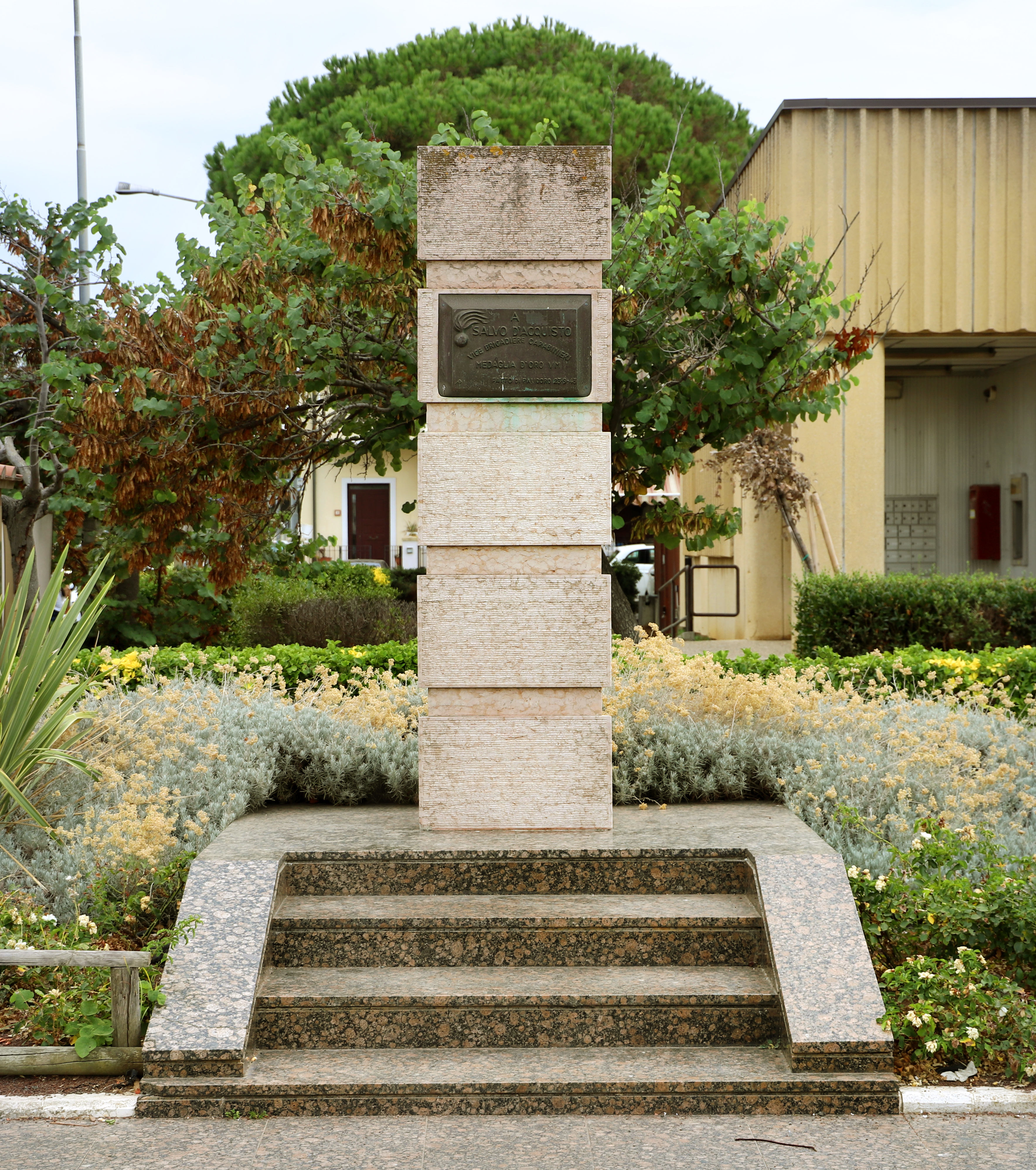
Monumento en San Vincenzo.
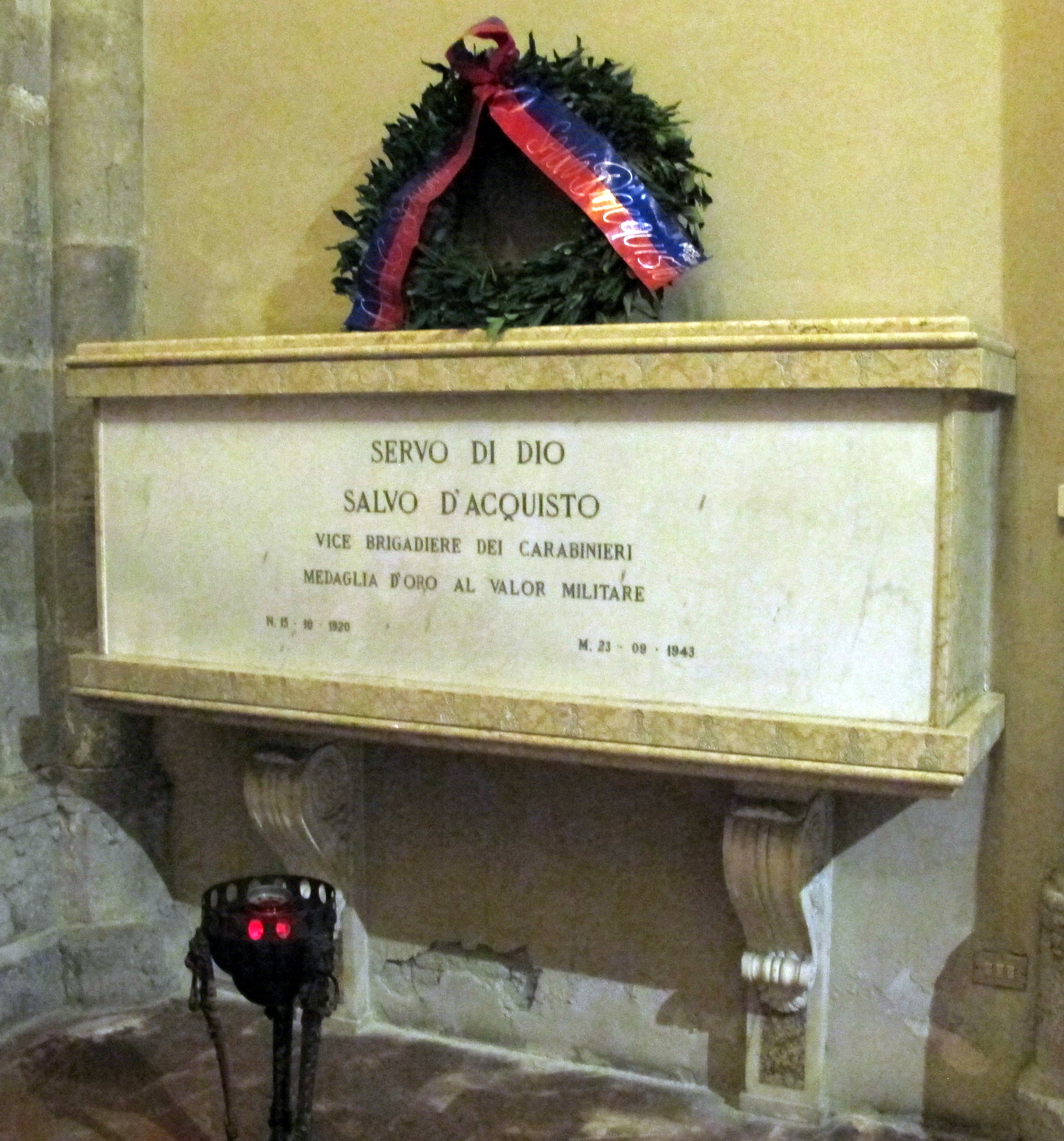
Tumba en la Basílica de Santa Clara, Nápoles.